# Suezkanaal

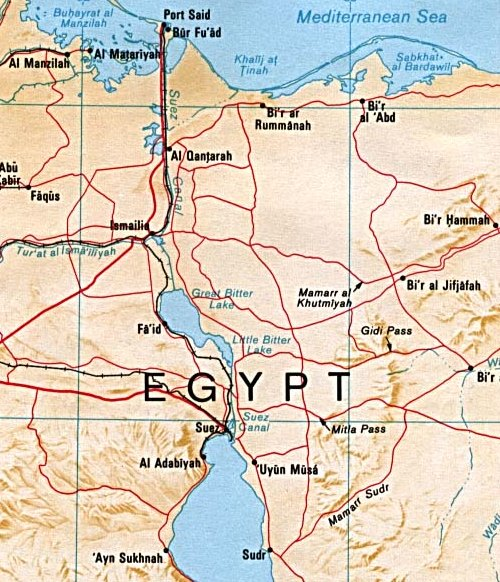
Kaart van het Suezkanaal

Het Suezkanaal (Arabisch: قناة السويس Qanâ el Suweis) is een 193 km lang kanaal in de Landengte van Suez in Egypte, officieel geopend in 1869. Het verbindt Port Said (Bûr Sa' îd) aan de Middellandse Zee en Suez aan de Rode Zee en begrenst het schiereiland Sinaï, dat ten oosten ervan ligt. Het is tevens de scheiding tussen Afrika en Azië.
Het kanaal heeft geen sluizen omdat geen hoogteverschil overwonnen hoeft te worden. Het kanaal bestaat uit een noordelijk deel en een zuidelijk deel, die door de Bittermeren met elkaar worden verbonden. Er zijn verschillende passeermogelijkheden en aanlegplaatsen. Ieder jaar ondernemen ongeveer 17.000 schepen de elf tot zestien uur durende tocht door het Suezkanaal. Dat was in 2000 ongeveer 14% van het totale tonnage van de wereldscheepvaart.
Het belang van het kanaal is zeer groot. Schepen tussen de noordelijke Atlantische Oceaan en de Indische Oceaan moesten voorheen om het continent Afrika heenvaren en zo de Kaaproute via Kaap de Goede Hoop nemen. Sinds het Suezkanaal bestaat is dat niet meer nodig, behalve wanneer het kanaal gesloten is; de langste periode dat dat het geval was, was van 1967 tot 1975.

## Ontwerp en bouw
De Perzen onder Darius de Grote begonnen in 500 v.Chr. aan het graven van een kanaal tussen de beide zeeën. Darius liet een kanaal graven van de Nijl tot de Rode Zee, zodat Perzische handelaars van Persis tot de Middellandse Zee konden varen. Door dit kanaal kon hij relaties met Carthago onderhouden en de kusten van Sicilië en Italië verkennen. Volgens het verslag van Herodotos (Boek 2 par.158), was het echter farao Necho II die begon met de aanleg van het kanaal en werd het project voltooid door koning Darius.
Aan het graven van het nieuwe kanaal is onverbrekelijk de naam van Ferdinand de Lesseps verbonden. Een eerste ontwerp van de doorgraving is gemaakt door de Egyptische ingenieur Linant Bey. De Lesseps heeft dit verder gestimuleerd. De heerser van Egypte (Kedive), onderkoning Said van Egypte (Mohammed Said Pasja), stelde in 1854 een reviewcommissie onder voorzitterschap van ir. Frederik Willem Conrad in. Deze  Internationale Commissie voor de doorgraving van de landengte van Suez deed twee veldonderzoeken, waarover door Conrad uitgebreid verslag werd gedaan. Uit de onderzoeken volgde dat zowel geotechnisch als hydraulisch de beste oplossing een kanaal direct noordwaarts was. De enige wijziging ten opzichte van het ontwerp van Linant Bey was om de noordelijke haven niet bij Bi'r ar Rummânah te leggen, maar bij de speciaal hiervoor nieuw gebouwde stad Port Said (genoemd naar Conrads opdrachtgever). 
Om geld bijeen te krijgen had De Lesseps de Compagnie Universelle du Canal Maritime de Suez (1858) opgericht. Het definitieve ontwerp was van Alois Negrelli, een Oostenrijkse ingenieur. Het kanaal heeft geen sluizen. Het hoogteverschil tussen eb en vloed is slechts 65 centimeter in het noorden van het kanaal en 1,9 meter in het zuiden. Het kanaal was aanvankelijk in bezit van de Egyptische en Franse overheid. Naar schatting hebben 1,5 miljoen Egyptische boeren als betaalde dwangarbeiders meegewerkt aan dit project. 30.000 arbeiders stierven tijdens het project, grotendeels als gevolg van cholera.
Lange tijd is de mogelijkheid overwogen om een kanaal te graven van de Rode Zee naar de Nijl, bij de 26e breedtegraad. De door te graven afstand is ongeveer gelijk. Er bestond een kanaal van Caïro naar Alexandrië, dus zou er aan de Middellandse Zee geen nieuwe haven nodig zijn. De kruising van het kanaal met de Nijl levert echter een onoverkomelijk probleem op, zoals in detail uitgewerkt in het missieverslag van Conrad. Mede daarom heeft De Lesseps hiervan afgezien, ook al omdat met deze oplossing Caïro (en dus de Egyptische staat) relatief veel invloed zou krijgen. In plaats daarvan werd het kanaal gegraven in de woestijn, ten noorden van de Golf van Suez. Om de honderdduizenden arbeiders te kunnen verzorgen werd eerst een zoetwaterkanaal aangelegd vanaf de Nijl.
Na de dood van Saïd Pasja in 1863 werd corvee-arbeid een probleem, omdat de kedive Ismaïl Pasja deze onpopulaire maatregel niet genegen was. De oplossing was de inzet van graafmachines op stoomkracht. Een Frans bedrijf ontwierp en bouwde een waaier aan machines, waarbij het totale vermogen bijna 18.000 pk bedroeg. Voor de bediening van de machinerie waren 15.000 arbeiders uit Frankrijk, Italië en van de Balkan aangesteld. Bij het baggeren werden 60 drijvende stoommachines ingezet, voor de afvoer van het slib zijn stoomelevators gebruikt. Waar geen water was werden stoomexcavateurs toegepast, een nieuw werktuig waarmee een sleuf kon worden gegraven in de zandbodem van de woestijn. Al deze werktuigen waren speciaal voor het project ontworpen. De bodembreedte van het nieuwe kanaal was bij de opening 22 meter.
De Franse beeldhouwer Frédéric Auguste Bartholdi deed in 1867 een voorstel voor een indrukwekkende vuurtoren in de vorm van een beeld. Deze zou op de noordelijke ingang van het kanaal komen. De toenmallige Pasja van Egypte keurde dit voorstel echter af om financiële redenen. Het beeld werd alsnog gemaakt, maar werd door Frankrijk aan de Verenigde Staten van Amerika geschonken, ter herinnering aan het eeuwfeest van de Amerikaanse Onafhankelijkheidsverklaring en de vriendschap tussen de beide landen. Het beeld staat nu bekend als het Vrijheidsbeeld in de New York Bay.
Het eerste schip voer op 17 februari 1867 door het kanaal. De hele reis nam ongeveer twee dagen in beslag. Met de opening van het kanaal werd de afstand tussen Jeddah en Rotterdam met 41% verkort; via het Suezkanaal is de afstand 6337 zeemijl in vergelijking tot 10.743 mijl via Kaap de Goede Hoop.
Het kanaal werd officieel geopend op 17 november 1869 met een stoet van bijna 50 jachten, vrachtschepen en oorlogsschepen die vanuit Port Said naar het zuiden trokken. Voorop voer het jacht l'Aigle van de Franse keizerin Eugénie de Montijo met aan boord ook haar bloedverwant Ferdinand de Lesseps (zijn moeder was een zus van Eugénies grootmoeder). Achter hen voeren keizer Frans Jozef I van Oostenrijk aan boord van de Greif en andere Europese prominenten. De tocht duurde 3 dagen, met inbegrip van een uitgebreid feest in de nieuwe stad Ismaïlia op de noordwestelijke oever van het Timsahmeer.
Een hardnekkige mythe is dat bij de opening Giuseppe Verdi's opera Aida in première zou zijn gegaan. In werkelijkheid was er muziek van Jacques Offenbach te horen en vond de première van Aida pas twee jaar later plaats.

## Koloniale tijd
De opening van het kanaal bleef onder de verwachtingen. De vijfhonderd schepen die er in het eerste volledige jaar 1870 passeerden, waren minder dan 10% van wat was vooropgesteld. Zeeroutes bleken zich niet van de ene dag op de andere te verleggen. Tegen 1885 bleek het Suezkanaal dan toch een succes te zijn, met tien schepen per dag en een tonnage ruim boven de 5 miljoen. Het effect op de wereldhandel kwam vooral de Britten ten goede. Ook droeg het kanaal in belangrijke mate bij tot het verder doordringen van de Europese koloniale machten in Afrika. Met name het oosten van Afrika werd dankzij het Suezkanaal snel door hen ingepalmd.
De investeerders hadden minder voordeel, want de Compagnie Universelle du Canal Maritime de Suez kwam in financiële problemen en kon geen dividend uitkeren. Ismaïl Pasja had grote moeite om de aangegane leningen af te betalen en zag in 1875 geen andere uitweg dan zijn aandelen te verkopen. De Britse premier Benjamin Disraeli handelde snel en wist de hand te leggen op een belang van 44% voor het Verenigd Koninkrijk. 
In 1882 trokken Britse troepen het gebied binnen om hun belang in het kanaal te beschermen. Zij kregen zo het land en het voor het Britse Imperium uiterst belangrijke kanaal onder controle. De gegarandeerd vrije doorgang van het kanaal werd in 1888 geregeld in de Conventie van Constantinopel. Deze toestand bleef tot 1952 gehandhaafd. Tijdens de politionele acties werden de Nederlandse troepen via het Suezkanaal naar Indonesië gevaren.
Het Suezkanaal speelde een belangrijke rol tijdens de Tweede Wereldoorlog voor Groot-Brittannië, als toegangsweg naar de Arabische olievelden en Brits-Indië. Het kanaal werd beschouwd als de 'luchtpijp van het Britse Rijk'. Meer dan 200.000 Italiaanse troepen vielen op 13 september 1940 Egypte binnen waardoor de asmogendheden controle dreigden te krijgen over het Suezkanaal. Uiteindelijk slaagden de geallieerden erin om het te behouden. In de Eerste Slag bij El Alamein werd de opmars van het Afrika Korps onder leiding van Erwin Rommel gestuit, en na de Tweede Slag bij El Alamein moest het Afrika Korps terugtrekken om uiteindelijk in 1943 in Tunesië te capituleren.

## Nationalisering en oorlog

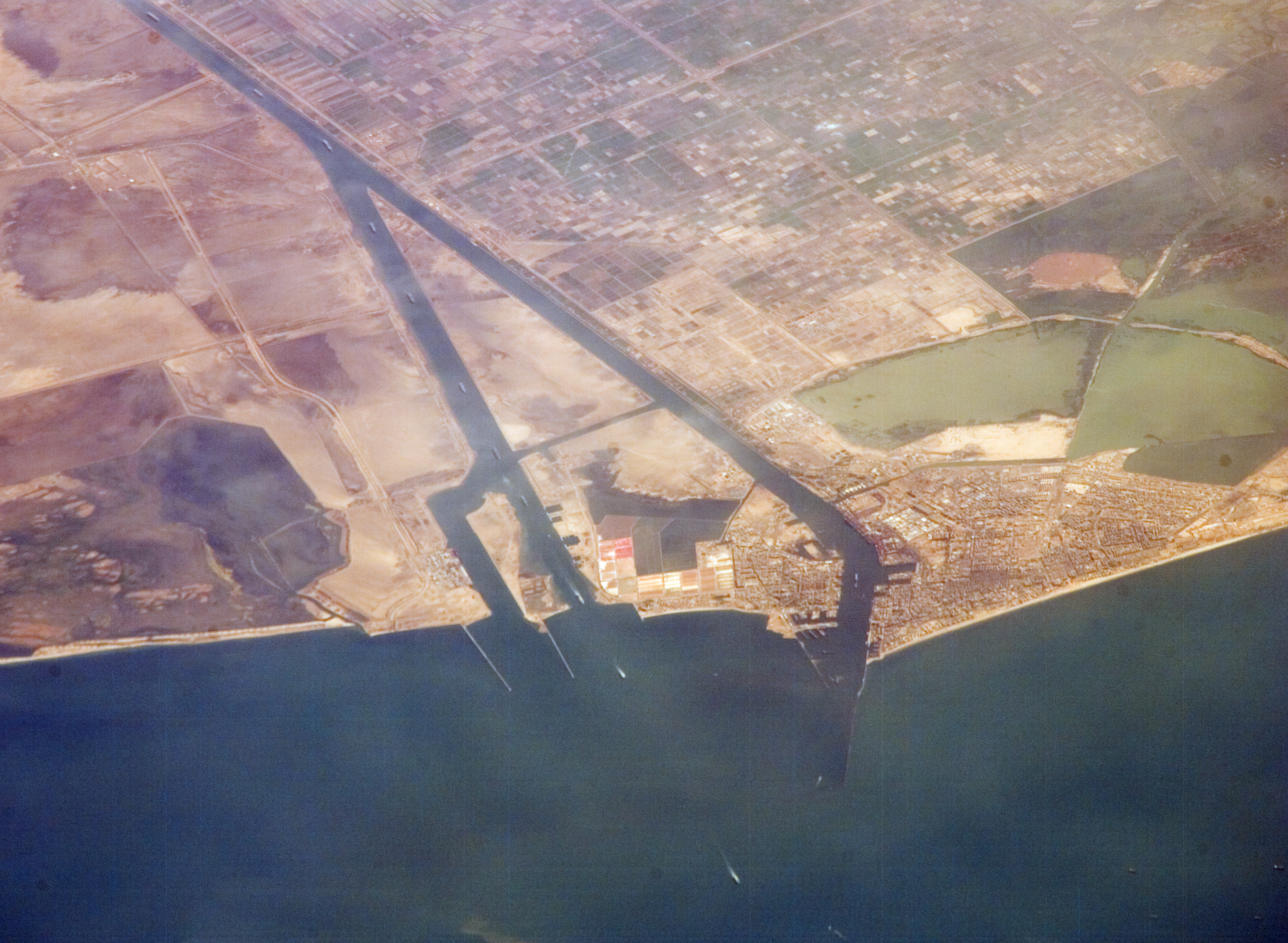
Het Suezkanaal aan de kant van de Middellandse Zee

Op 26 juli 1956 werd het Suezkanaal genationaliseerd door de regering van president Gamal Abdel Nasser en onder beheer gebracht van de Suez Canal Authority (SCA). Dit leidde tot een oorlog tussen Egypte en een coalitie van het Verenigd Koninkrijk, Frankrijk en Israël. De oorlog duurde een week en het gevolg van deze Suezcrisis was dat het kanaal enige maanden gesloten was. De Verenigde Naties zegden later Egypte het alleenrecht op het kanaal toe.
Na de Zesdaagse Oorlog in 1967 werd het kanaal de grens tussen de door Israël bezette Sinaï en de rest van Egypte en als gevolg hiervan bleef het kanaal gesloten voor scheepvaart tot 5 juni 1975. Op het moment dat de Zesdaagse Oorlog begon lagen er vijftien schepen in het kanaal. Deze kwamen vast te zitten doordat Egypte beide zijden van het kanaal blokkeerde. Door de kleur die het woestijnzand veroorzaakte kwam zij bekend te staan onder de naam Gele Vloot. Een VN-vredesmacht, UNEF II, was van oktober 1973 tot juli 1979 gestationeerd op het schiereiland Sinaï. In 1979 sloten Israël en Egypte vrede. Deze vrede is vastgelegd in de akkoorden van Camp David. Als gevolg hiervan werd een vredesmacht gestationeerd in de Sinaï. Daar de VN niet in staat was deze vredesmissie samen te stellen, is op initiatief van Amerika een vredesmacht samengesteld, de Multinational Force and Observers (MFO). De vredesmacht is actief sinds begin 1982. Nederland heeft in de vorm van Verbindingsdienst- en Politietaken vanaf het begin tot 1995 een bijdrage geleverd aan de MFO.

## Afmetingen van het kanaal
Sinds de opening is er continu gegraven om steeds grotere schepen veilig en snel doorvaart te verlenen. In 1869 konden schepen tot een maximale tonnenmaat van 5.000 ton het kanaal passeren, een gangbare grootte voor die tijd, maar inmiddels kunnen grote tankers van 240.000 ton door het kanaal. Op circa de helft van het kanaal is uitsluitend eenrichtingsverkeer mogelijk. De aanleg van passeerlanen maakt het passeren van schepen en tweerichtingverkeer op deeltrajecten mogelijk.
Van bij het begin was de capaciteit van het kanaal onvoldoende om het verkeer aan te kunnen. Om schepen elkaar te laten passeren, werden inhammen gebouwd om aan te leggen. Dat aanleggen en wachten vertraagde de doortocht geleidelijk aan tot hij in 1882 een recordaantal van 54 uren kostte. Bovendien moesten de zwaarst geladen schepen een deel van hun lading achterlaten in Port Said wegens de beperkte diepgang van het kanaal. In de jaren 1882-1883 ondernamen Londense reders scherpe perscampagnes. Onderhandelingen met Ferdinand de Lesseps en zijn zoon Charles leidden op 30 november 1883 tot een overeenkomst met de naam "programma van Londen" om in verbeteringen te investeren. Het programma werd op 12 maart 1884 goedgekeurd door een nipte meerderheid van de aandeelhouders, die hiermee belangrijke dividenden aan hun neus zagen voorbijgaan. Het programma omvatte een verhoging van het aantal brede secties (65 meter, en 75-80 meter in de bochten), een uitdieping in drie fasen tot uiteindelijk 9 meter, en de bouw van nieuwe stations voor kruismaneuvers. Andere, onafhankelijke verbeteringen die de transittijd verkortten waren elektrische verlichting van de schepen en de boeien, waardoor ook 's nachts kon worden gevaren; het aantal goed opgeleide en ervaren loodsen vermeerderde; schepen werden voorzien van een tweede roer en telefoons vervingen telegrafen als het belangrijkste communicatiemiddel tussen bewakingsstations. Daarbij daalde de vraag op het einde van de jaren 1880 door een globale economische crisis.
De tabel hieronder toont een overzicht van de ontwikkeling van het kanaal sinds de opening:
| Omschrijving                          | 1869  | 1956   | 1962   | 1980    | 1994    | 1996    | 2001    | 2010    | 2015    |
| ------------------------------------- | ----- | ------ | ------ | ------- | ------- | ------- | ------- | ------- | ------- |
| Lengte (in km)                        | 164   | 175    | 175    | 189,8   | 189,8   | 189,8   | 191,8   | 193,3   | 193,3   |
| Lengte passeerlanen (in km)           |       | 27,7   | 27,7   | 77      | 77      | 77      | 79      | 80,5    | 113,3   |
| Breedte bij 11 meter diepte (in m)    |       | 60     | 89     | 160/175 | 170/190 | 180/200 | 195/215 | 205/255 | 205/255 |
| Maximale diepte kanaal (in m)         | 8     | 14     | 15,5   | 19,5    | 20,5    | 21      | 22,5    | 24      | 24      |
| Maximale diepgang schip (in ft)       | 22    | 35     | 38     | 53      | 56      | 58      | 62      | 66      | 66      |
| Maximale grootte schip (geladen, DWT) | 5.000 | 30.000 | 60.000 | 150.000 | 170.000 | 185.000 | 210.000 | 240.000 | 240.000 |

### Uitbreiding in 2014/2015
In oktober 2014 kreeg een consortium van Boskalis, Van Oord, NMDC en Jan De Nul Group en een consortium van Dredging International en Great Lakes Dredge & Dock Company een contract van de SCA voor de uitbreiding van het Suezkanaal. De werkzaamheden begonnen in 2014 en werden eind juli 2015 afgerond. Het 'nieuwe' kanaal ligt deels parallel aan het 'oude' kanaal en is circa 50 kilometer lang zodat schepen elkaar vrij kunnen passeren. Ook is een aantal bestaande secties verbreed en verdiept tot een diepte van 24 meter. De baggerwerkzaamheden werden uitgevoerd door in totaal 25 snijkopzuigers. Het contract van het eerste consortium had een totale waarde van $ 1,5 miljard waarbij ieder consortiumlid een aandeel had van een kwart. De contractwaarde van het tweede consortium bedroeg $ 540 miljoen, waarbij Dredging International een aandeel had van 75%.
Op 6 augustus 2015 huldigde de Egyptische president Abdelfattah al-Sisi de tweede vaargeul van het Suezkanaal in. De investering bedroeg bijna acht miljard euro. President Sisi verwacht – op termijn – dit bedrag elk jaar terug te verdienen. Voor 2023 worden de kanaalopbrengsten geschat op $ 13,2 miljard, in vergelijking tot $ 5,5 miljard in 2014.

### Uitbreiding in 2021/2023
In mei 2021, na het vastlopen van het containerschip Ever Given, kreeg de SCA toestemming voor een verdere uitbreiding. Het meest zuidelijke deel zal over een lengte van 30 kilometer met zo'n 40 meter worden verbreed. Verder wordt de vaargeul verdiept waardoor schepen met een diepgang van 72 voet mogelijk zijn. Tot slot wordt het tweede kanaal, aangelegd in 2015, nog eens met 10 kilometer verlengd. Hiermee liggen over 82 kilometer twee kanalen naast elkaar met meer mogelijkheden voor de schepen om elkaar te passeren. De werkzaamheden zullen zo'n twee jaar duren.

## Vervoersstromen
In het Suezkanaal wordt in konvooi gevaren. Er zijn dagelijks drie konvooien, waarvan twee van noord naar zuid en een van zuid naar noord. De schepen varen met een snelheid tussen de 11 en 16 kilometer per uur, afhankelijk van het type en de omvang van het schip. De reistijd door het kanaal ligt tussen de 12 en 16 uur. Tot nu toe voeren die schepen in konvooien van twintig tot dertig door het Suezkanaal, waarna een deel in het meer voor anker moest om elkaar te kunnen passeren. Door de uitbreiding verdubbelt de vaarcapaciteit, daalt de transittijd en verminderen de wachttijden.
Het Suezkanaal is een belangrijke verkeersader. In 2015 maakten 17.500 schepen gebruik van het kanaal, dit zijn gemiddeld 48 schepen per dag. Het zijn veelal geladen schepen, slechts 15% van de schepen heeft alleen ballast aan boord. Het volume dat van zuid naar noord wordt vervoerd is nagenoeg gelijk aan de vervoersstroom zuidwaarts. Containerschepen varen het vaakst door het kanaal, in 2015 waren dit er 5941 (2010: 6852), gevolgd door tankers, droge-ladingschepen en vrachtschepen voor algemeen gebruik. In de onderstaande tabel blijkt dat het transport dat door het kanaal vaart een stijging laat zien, met uitzondering van een forse dip in 2009. De daling in dat jaar werd veroorzaakt door de grote financiële crisis die de wereldhandel deed dalen.
| Jaar | Aantal schepen | Netto tonnage (×1000 ton) | Vervoerde lading (×1000 ton) | Tolgelden ($ miljoen) |
| ---- | -------------- | ------------------------- | ---------------------------- | --------------------- |
| 1880 | 2.026          | 3.057                     |                              |                       |
| 1890 | 3.389          | 6.890                     |                              |                       |
| 1900 | 3.441          | 9.738                     |                              |                       |
| 1910 | 4.533          | 16.582                    |                              |                       |
| 1912 | 5.373          | 20.275                    |                              |                       |
| 1914 | 4.802          | 19.409                    |                              |                       |
| 1975 | 5.579          | 50.441                    |                              |                       |
| 1980 | 20.795         | 281.305                   |                              |                       |
| 1985 | 19.791         | 352.579                   |                              |                       |
| 1990 | 17.664         | 410.322                   |                              |                       |
| 1995 | 15.051         | 360.372                   |                              |                       |
| 2000 | 14.142         | 439.041                   | 367.981                      | 1942,0                |
| 2001 | 13.986         | 456.113                   | 372.428                      | 1911,0                |
| 2002 | 13.447         | 444.786                   | 368.846                      | 1963,6                |
| 2003 | 15.667         | 549.381                   | 457.882                      | 2606,3                |
| 2004 | 16.850         | 621.253                   | 521.219                      | 3077,5                |
| 2005 | 18.224         | 671.951                   | 571.105                      | 3453,7                |
| 2006 | 18.664         | 742.708                   | 628.635                      | 3815,8                |
| 2007 | 20.384         | 848.163                   | 710.098                      | 4601,7                |
| 2008 | 21.415         | 910.059                   | 722.984                      | 5381,9                |
| 2009 | 17.228         | 734.450                   | 559.245                      | 4289,5                |
| 2010 | 17.993         | 846.389                   | 646.064                      | 4768,9                |
| 2011 | 17.799         | 928.880                   | 691.800                      | 5226,9                |
| 2012 | 17.224         | 928.472                   | 739.914                      | 5129,6                |
| 2013 | 16.596         | 915.467                   | 754.461                      | 5110,7                |
| 2014 | 17.148         | 962.748                   | 822.320                      | 5465,3                |
| 2015 | 17.483         | 998.654                   | 822.917                      | -                     |
| 2016 | 16.833         | 974.184                   | 819.154                      | -                     |
| 2017 | 17.550         | 1.041.576                 | 908.569                      | -                     |
| 2018 | 18.174         | 1.139.630                 | 983.398                      | -                     |
| 2019 | 18.880         | 1.207.087                 | 1.031.193                    | -                     |
| 2020 | 18.830         | -                         | -                            | -                     |
| 2021 | 20.650         | -                         | -                            | -                     |
| 2022 | 22.032         | -                         | -                            | -                     |

Het Suezkanaal speelde in de jaren 50 en 60 van de 20e eeuw een belangrijke rol bij het transport van aardolie van het Midden-Oosten naar Europa. Ongeveer 10% van de internationaal verhandelde olie werd door het kanaal getransporteerd. Na de blokkade van het kanaal in 1967 namen reders grotere olietankers in de vaart die niet meer beperkt werden door de afmetingen van het Suezkanaal. Het kanaal werd in 1975 weer voor scheepvaartverkeer geopend, maar veel tankers zijn niet teruggekeerd waardoor het belang van het kanaal voor de olietankvaart afnam. In 2015 werden circa 180 miljoen ton olie door het kanaal vervoerd, bijna gelijk verdeeld over oliestromen noordwaarts en zuidwaarts. Het aandeel van ruwe aardolie was ongeveer 80 miljoen ton en die van olieproducten, veelal vervoerd in kleinere tankers, ongeveer 100 miljoen ton. Het vervoer van lng door het kanaal is sterk gestegen sinds 2008; voeren in 2008 nog circa 430 lng-tankers door het kanaal, in 2015 was dit gestegen tot 670. In deze periode is het transport van lng noordwaarts verviervoudigd vanwege het gereedkomen van grote lng-faciliteiten in Qatar en het vervoer naar klanten in Europa. Bij een eventuele blokkade van het kanaal kan de aardolie nog via de Sumed-pijplijn worden vervoerd, maar dergelijke faciliteiten ontbreken voor het transport van lng.
Op 17 november 2019 werd het 150-jarig bestaan van het kanaal gevierd. Volgens de SCA hebben in totaal 1,3 miljoen schepen een doorvaart gemaakt en vervoerden hierbij 28,6 miljard ton lading. De inkomsten die die alles heeft opgeleverd worden getaxeerd op US$ 136 miljard.

## Zeestroom en biologische uitwisseling

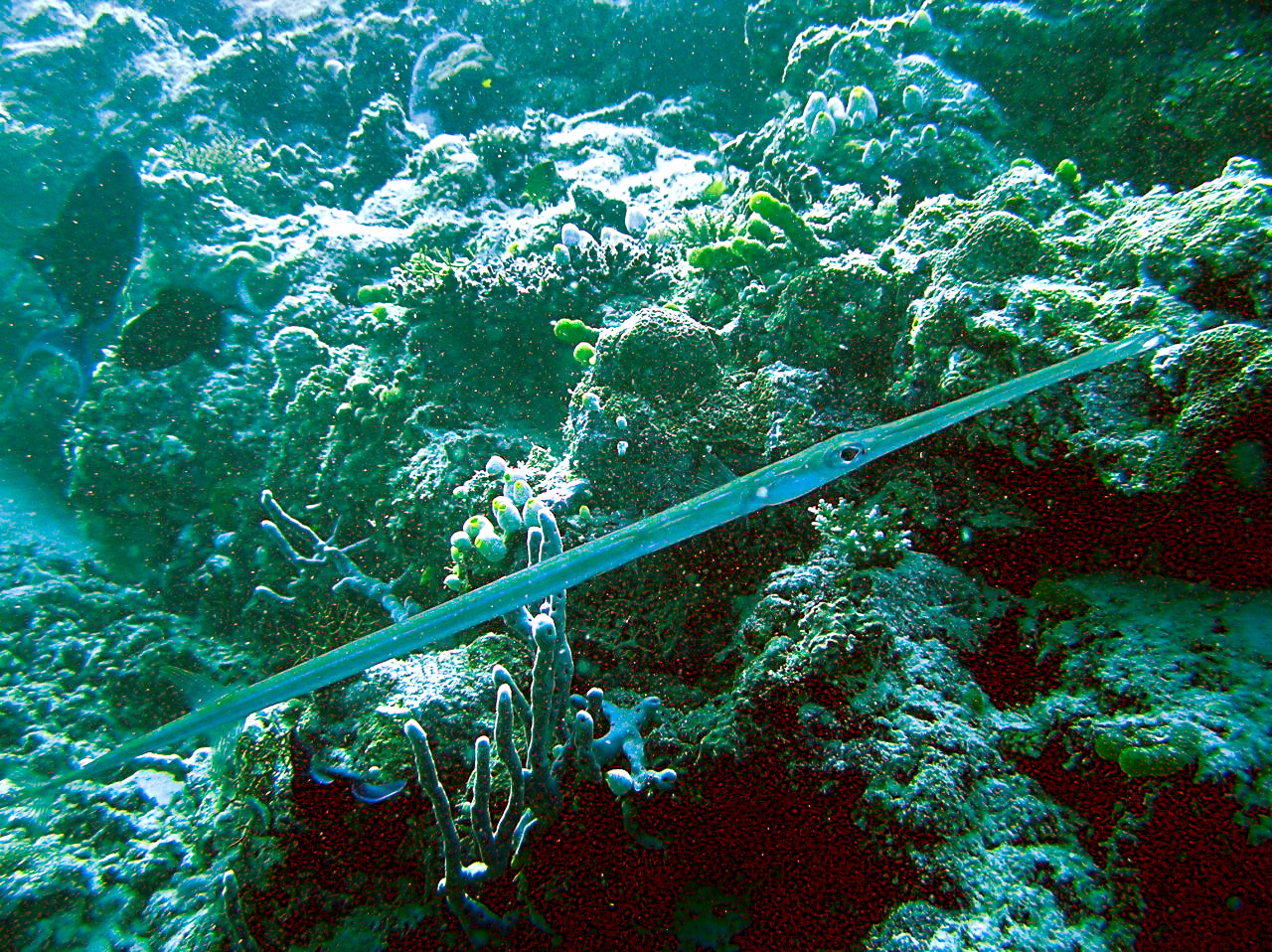
De gladde fluitbek (Fistularia commersonii) is een Lessepsiaanse migrant uit de Rode Zee

Het ontstaan van een nieuwe verbinding tussen de Middellandse Zee en de Rode Zee heeft tot migratie van diverse zeesoorten geleid, de Lessepsiaanse migratie genaamd. Deze migratie loopt hoofdzakelijk van de Rode Zee naar de Middellandse Zee. Het water staat aan de kant van de Rode Zee ongeveer 1,2 meter hoger dan in de Middellandse Zee. Daar er geen sluizen in het kanaal aanwezig zijn, kan het water ongehinderd noordwaarts stromen. Ook de heersende windrichting werkt hieraan mee.

## Bestuurders
Presidenten van de Suez Canal Company (1855-1956):
- Ferdinand de Lesseps (1855 - december 1894)
- Jules Guichard (december 1894 - juli 1896)
- Auguste Louis Alberic - Prince d'Arenberg (augustus 1896 -1913)
- Charles Jonnart (mei 1913 - 1927)
- Louis de Vogue (april 1927 - 1 maart 1948)
- Francois Charles-Roux (april 1948 - 26 juli 1956)

Na de nationalisatie van het kanaal in 1956 waren de voorzitters van de Suez Canal Authority (vanaf 1956):
- Dr. Mohamed Helmy Bahgat Badawy (26 juli 1956 - 9 juli 1957)
- Ir. Mahmoud Younis (10 juli 1957 - 10 oktober 1965)
- Ir. Mashhour Ahmed Mashhour (14 oktober 1965 - 31 december 1983)
- Ir. Mohamed Ezzat Adel (januari 1984 – december 1995)
- Admiraal Ahmed Ali Fadel (januari 1996 - augustus 2012)
- Admiraal Mohab Mameesh (augustus 2012 - augustus 2019)
- Admiraal Osama Mounir Rabie, (augustus 2019 - heden)

## Problemen

### Piraten
Schepen die door het kanaal varen, komen ook langs Somalië, waar de zee door piraten onveilig wordt gemaakt. Reders veranderen hun route en maken minder gebruik van het kanaal dat de Middellandse Zee en de Indische Oceaan verbindt, om Somalische piraten rond de Golf van Aden te vermijden. In plaats daarvan varen ze helemaal om Afrika heen.
Het Suezkanaal is voor Egypte een belangrijke bron van inkomsten. De SCA overweegt om passerende schepen een korting te verlenen op de tol voor de doorvaart. Dat heeft Ahmed Ali Fadel, voorzitter van de SCA, verklaard.

### Corruptie
Het Suezkanaal staat bij zeelieden ook bekend als 'Marlboro Canal', omdat schepen bij de doorvaart door ambtenaren vlotter bediend worden als men voldoende sigaretten beschikbaar stelt.

### Blokkades
- De langste blokkade was de acht jaar lange volledige afsluiting die volgde op de Zesdaagse Oorlog in 1967.
- In 2004 werd het kanaal drie dagen geblokkeerd door een Liberische olietanker, de Tropic Brilliance. Het schip liep vast tegen de oever door problemen aan de stuurinrichting.
- In 2016 kwam het containerschip MSC Fabiola twee dagen vast te liggen in het Suezkanaal. Het Portugese schip had motorproblemen waardoor het strandde op de westelijke oever van het kanaal.
- In 2017 liep de twee maanden oude OOCL Japan op de kant vast met mechanische problemen. Dat duurde een paar uur.[25]
- In 2018 was het kanaal een paar uur gestremd door een kettingbotsing. Het containerschip Aeneas verloor vaart door motorproblemen, waarna de dichtbij varende schepen Panamax Alexander, Sakizaya Kalon en Osios David op elkaar op botsten. Tijdens het afslepen kwamen de containerschepen NYK Orpheus en Panamax Alexander ook met elkaar in aanvaring.[26]
- Op 22 maart 2021 kwam het containerschip Ever Given van de Taiwanese rederij Evergreen Marine vast te zitten in het kanaal. Het blokkeerde met zijn lengte van 400 meter de gehele vaarweg.[27] Op 28 maart 2021 werd de achterkant van het schip losgetrokken en een dag later ook de voorkant. Het schip voer vervolgens naar een plaats waar het geïnspecteerd kon worden.[28]